# Cooper Terry
Cooper Terry, pseudonimo di Vearl Cooper Jr. (San Antonio, 1949 – San Francisco, 1993), è stato un chitarrista, armonicista e cantante statunitense di genere blues, per molti anni attivo in Italia, precisamente a Milano, dove, a causa del colore della sua pelle, viene soprannominato con la parola dialettale Negher. Questo soprannome è stato da lui addirittura accostato al suo pseudonimo nei credits di alcuni suoi album.

## Biografia
Dopo le prime esperienze musicali negli Stati Uniti, come session man per musicisti come John Lee Hooker e Sonny Terry (quest'ultimo considerato un mentore paterno, tanto da omaggiarlo inserendolo nel suo pseudonimo), Cooper si trasferisce in Europa nel 1970, stabilendosi definitivamente a Milano nel 1972. Qui comincia a suonare regolarmente nei locali che affollano la scena jazz e blues meneghina, entrando in contatto con personaggi che poi si riveleranno importanti per il suo cammino, come l'armonicista Fabio Treves, il batterista Bruno Bergonzi e il bassista Lillo Rogati, e di fatto gettando le fondamenta di quella che sarà la scena blues italiana.
Nel 1980 conosce Aida, oggi Aida Cooper, futura corista di Loredana Bertè e poi apprezzata solista, con cui dà il via ad un sodalizio musicale e sentimentale e che culmina con l'album Feelin' Good (IRD Appaloosa, 1983). Seguirono altre incisioni che ne rafforzarono la reputazione di performer originale e convincente.
Nel 1993 fa ritorno a San Francisco, dove muore in seguito ad una grave malattia.

## Discografia
- What I Think About America (Carosello) - 1972
- Soul Food Blues (Bellaphone) - 1974
- Sunny Funny Blues (Divergo) - 1980
- Feelin' Good (IRD Appaloosa) - 1983 (con Aida Cooper e The Blue Phantom Band)
- Stormy Desert (SAAR) - 1991 (con Nite Life)
- Live (Red & Black) - 1991 (con Fabio Treves)
- Tribute to the Blues: Long Time Gone (SAAR) - 1992 (con Nite Life)
- Take a Ride with Cooper T (Blue Flame) - 2002 (con Nite Life)